# Billie Burkeová
Billie Burkeová, občanským jménem Mary William Ethelbert Appleton Burke (7. srpna 1884 Washington, D.C. – 14. května 1970 Los Angeles), byla americká herečka vystupující na Broadwayi, v rozhlase a v němých i zvukových filmech. Dnes se nejčastěji připomíná jako kouzelnice Glinda ve filmovém muzikálu společnosti Metro-Goldwyn-Mayer Čaroděj ze země Oz (1939).
Burkeová byla nominována na Oscara za nejlepší vedlejší roli za svůj výkon jako Emily Kilbourneová ve filmu Merrily We Live (1938). Také hrála ve filmové sérii Topper. Její vysoký, kolísavý, aristokraticky působící hlas ji učinil častou volbou pro postavy šibalských a rozmazlených dívek z vyšší společnosti.
Byla manželkou producenta a impresária Florenza Ziegfelda Jr. od roku 1914 až do jeho smrti v roce 1932.